# نووترویتسکویه (شهرستان باکالینسکی، باشقیرستان)
نووترویتسکویه (به لاتین: Novotroitskoye) یک منطقهٔ مسکونی در روسیه است که در باشقیرستان واقع شده‌است.